# Nelvana
Nelvana Ltd. är en kanadensisk animationsstudio och medieföretag baserat i Toronto, Ontario. Nelvana grundades 1971 av Michael Hirsh, Patrick Loubert och Clive A. Smith.
Nelvana är en av de mest produktiva animationsstudiorna utanför Japan och USA, men har även producerat flera spelfilms-serier och dubbat flera japanska animationer för den engelska marknaden. Merparten av dess egenproduktion är licensproducerade serier

## Historik
Michael Hirsh och Patrick Loubert hade träffats när de studerade vid York University, de grundade företaget 1971 tillsammans med Clive A. Smith, som tidigare hade jobbat med den animerade Beatles-filmen Yellow Submarine.
Under sina första år medverkade de huvudsakligen vid produktionen av animerade kortfilmer, spelfilmer och dokumentärer för TV. I december 1977 visades studions första längre animerade produktion; A Cosmic Christmas – en 26-minuters TV-special. Under de följande åren producerade man flera ytterligare specialare, såväl animerade som spelfilmer – däribland den omtalade Star Wars: Holiday Special från 1978.
1983 hade Nelvanas första stora animerade produktion, och tillika första långfilm, premiär: Rock & Rule. Två år senare hade den första filmen om Krambjörnarna premiär, och samma år började Ewokerna och Droids sändas – två animerade TV-serier baserade på Star Wars-trilogin. 1989 inleddes sändningen av Babar, en av studions största framgångar.
Under 1990- och 2000-talet fortsatte framgångarna med licensproducerade animerade serier som Tintin, Pippi Långstrump och Franklin.
Under år 2000 förvärvades Nelvana av det kanadensiska mediebolaget Corus Entertainment.